# 小約翰·布朗
小约翰·杨·布朗（英語：John Young Brown Jr.，1933年12月28日—2022年11月22日），美国政治人物，肯塔基州商人，将肯德基打造成了一家价值数百万美元的连锁餐饮店。1979年至1983年，担任肯塔基州第55任州长。
布朗是美国国会议员老约翰·布朗的儿子，大学期间，他通过售卖《大英百科全书》赚到了一大笔钱。他曾短暂加入父亲的律师事务所，后于1964年从肯德基创始人哈兰德·桑德斯手中将肯德基买下，在他的带领下，肯德基取得全球性的成功。1971年，布朗出售了他在肯德基的股份，获得巨额利润，其后又投资了其他几家餐馆企业，但没能再次取得能与肯德基相媲美的成功。此外，他在1970年代的不同时期内分别拥有三支职业篮球队，分别是美国篮球协会的肯塔基上校队、NBA的波士顿凯尔特人和布法罗勇士。
虽然布朗从未表现出参政意向，但在1979年肯塔基州州长选举时，他忽然宣布将参选州长，令政治观察家感到意外。当时肯塔基州和全国都面临着经济困境，布朗承诺会像经营企业一样管理州内事务，受他个人财富资助的媒体在选前为他大力宣传，使他得以在民主党初选中获胜，随后又在大选中击败民主党籍前州长路易·B·纳恩。由于他并未过多依靠政治人物上位，所以得以绕过他们任命许多成功的商界人士担任州内职务。为了兑现之前作出的多样化任命的承诺，他将一名女性和一名非裔美国人纳入内阁。担任州长期间，布朗对立法机关的影响力低于以前的州长，且经常不在州内，副州长玛莎·莱恩·柯林斯在布朗任期内担任了500多天的担任代理州长，超过布朗任期的四分之一。任期结束后，布朗曾短暂参与1984年的肯塔基州参议院选举，但仅六周后就以健康问题为由退出，此后继续投资商业企业，其中最成功的是与乡村音乐明星肯尼·罗杰斯共同创立的餐厅肯尼·罗杰斯烤鸡。
布朗结过三次婚，第二任妻子是曾被选为美利坚小姐的菲利斯·乔治。新闻主播帕米拉·阿什利·布朗和肯塔基州前国务卿约翰·杨·布朗三世都是他的子女。

## 早年生活
布朗于1933年12月28日出生于肯塔基州的列克星敦，是父亲老约翰·杨·布朗和母亲多萝西·英曼·布朗五个孩子中唯一的儿子。老约翰是肯塔基州众议院议员，在肯塔基州议会工作将近三十年，担任过众议院议长，与19世纪的一名肯塔基州州长同名，但二人并无关联。《人物》杂志在1979年的一篇文章讲述了老约翰的九次失败竞选（包括州长竞选以及参议院竞选），这些竞选的开支给他的家庭造成了一定损失，引来其母亲的不满。
布朗先是就读于列克星敦的拉法叶高中，期间17次在多项体育运动中获评优秀运动员。一年夏天，布朗没有选择和其他足球队队友一起去筑路，而决定利用这个夏天售卖吸尘器，受到父亲的反对，尽管如此，他还是通过吸尘器销售，每月获得1000美元的收入。高中毕业后，布朗被肯塔基大学录取，1957年获得学士学位，1960年获得法学学位。大学期间，他加入了学校的高尔夫球队和Phi Delta Theta兄弟会。在法学院读书时，他通过销售《大英百科全书》套装，每年赚到2.5万美元，并雇佣同学组成了一个销售团队来增加利润。
获得法学学士学位后，布朗加入了父亲的律师事务所。1959年到1965年间，布朗于美国陆军预备役服役。1963年，运动员保罗·霍农因赌博被國家美式橄欖球聯盟禁止参加当年比赛，布朗担任霍农的法律顾问。几年后，布朗离开父亲的律师事务所，开始从事商业活动。

## 商业企业
1960年，布朗与埃莉诺·贝内特·杜罗尔结婚，育有三个孩子，分别为约翰·杨·布朗三世、埃莉诺·法瑞斯和桑德拉·贝内特。布朗与妻子共同经营一家烧烤店，取得成功后，开始相信快餐行业的投资潜力。1963年，布朗在一次政治早餐会上遇到肯德基的创始人哈兰德·桑德斯，与他讨论了将肯德基的鸡肉引入布朗的烧烤店的相关事宜。1964年，布朗说服投资人杰克·梅西，共同以200万美元(相当于2024年的$20,276,824)的价格买下了肯德基。他们改变了餐厅的模式，将桑德斯设想的晚餐式餐厅转变为一个提供快餐外卖的餐厅。在他们的经营下，肯德基共开设了1500多家餐厅，分布在美国50个州和国际上的几个其他地区。截至1967年，肯德基已经成为美国第六大连锁餐厅，并于1969年首次公开发行股票。
凭借对肯德基的贡献，布朗于1966年获美国青年商会评为美国杰出人士，次年，商会又将他评为美国杰出公民领袖。最终，布朗进入了肯塔基和路易维尔的商会，其中路易维尔青年商会于1969年授予他路易维尔杰出人士称号。1970年11月6日，肯塔基大学校友会将布朗列入杰出校友大厅。
1971年，布朗以2.84亿美元(相当于2024年的$2,205,025,472)的价格将自己在肯德基的股份卖给烈性酒公司休伯莱恩。利用在肯德基期间获得的部分利润，布朗和一些其他投资者共同以400万美元的价格从创始人斯图尔特和英克利福德·S·帕尔曼手中买下了总部位于迈阿密的连锁餐厅Lum's，他认为这家拥有340家分店的啤酒和热狗连锁店“没有很好的食物”，自己的首要任务时“提高它的档次”。为此他聘请了一些年轻的高管，以期能制作出“完美汉堡”。经过三个月的努力，他争取到了位于佛罗里达州迈阿密海滩的一个小餐馆的老板奥利·格莱兴豪斯来向Lum's的员工传授其“奥利汉堡（Ollie Burger）”的制作方法。后来布朗创办了一家外卖餐饮店，并以格莱兴豪斯的名字为之命名。这家餐馆最初取得了一定的成功，但最终倒闭。1974年，佛罗里达州坦帕的国际狮子会授予布朗美国服务贡献奖。1978年，布朗将Lum's以950万美元卖给了弗里德里希·雅恩的控股集团。数年后，布朗又创办了一家以自己名字命名的鸡肉店，但随后也告倒闭，而他后来与乡村音乐巨星肯尼·罗杰斯共同创立的烤鸡店肯尼·罗杰斯烤鸡则较为成功。

## 篮球企业

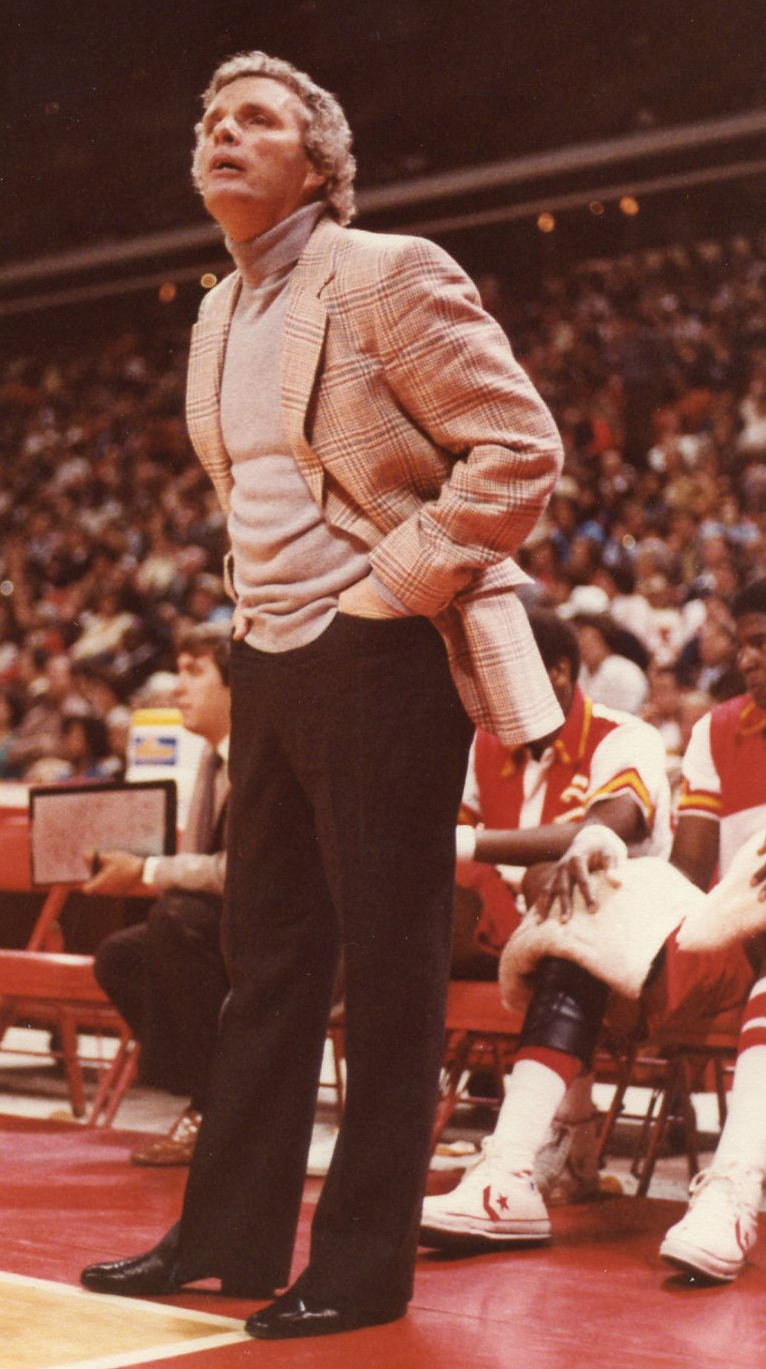
带领肯塔基上校队获得1975年美国篮球协会锦标赛冠军的教练胡比·布朗

离开肯德基后，布朗在进行商业投资的同时，还买下了包括波士顿凯尔特人在内的三支职业篮球队的所有权股份。1970年，温德尔·切里组建了一个团体并邀请布朗加入，共同买下了美国篮球协会的肯塔基上校队。1972-73赛季之后，切里将自己在上校队的股份卖给了来自辛辛那提的一个团体，布朗立即从该团体手中将切里的股份买下，据报道此举是为了防止球队被搬到辛辛那提。他让他的妻子和一个由10名女性组成的董事会负责管理球队，上校队总经理迈克·斯托恩认为布朗这么做是要“以他自己的方式”来管理球队，因此离开了球队，两个月后，斯托恩成为美国篮球协会总裁。随后主教练乔·马拉尼称布朗过分干预人事任免决策，也离开了球队。马拉尼的职位由贝比·麦卡锡代替，但他只带领球队参加了一季比赛后也离开，1975年，布朗聘请胡比·布朗担任主教练，在他的带领下，球队于第二年的锦标赛中夺冠。
虽然布朗因为避免了上校队转投辛辛那提和为路易维尔带来了冠军而被视为英雄，但在上校队夺冠之后，他为了节约成本，将中锋丹·伊塞尔的认股权卖给了巴尔的摩利爪队，受到公众强烈批评。在1975-76赛季期间，布朗经常与教练胡比·布朗发生冲突。1976年年底，ABA并入NBA，布朗选择接受300万美元并解散球队，而不是支付300万美元并让球队加入NBA。
上校队解散后，布朗表示自己不再想投资篮球事业，但在1976年，他又买下了NBA球队布法罗勇士一半的股权。勇士队在先前的1975-76赛季中战绩不佳（30胜52负），布朗立即着手改革球队，以图改变球队在下个赛季的命运。他在一天之内重新与全明星后卫兰迪·史密斯签约（后者曾威胁要以自由球员的身份离开），然后用俱乐部的首轮选秀权与密尔沃基雄鹿换取中锋斯文·纳特。在第一场比赛中，他将曾卫冕年度最佳新秀的阿德里安·丹特利换成印第安纳步行者的比利·奈特（后者在上个赛季的得分排名第二）。四小时后，他再以乔治·T·约翰逊和1979年的首轮选秀权从纽约篮网换取奈特·阿奇博尔德。1977年，布朗买下了原球队拥有者保罗·斯奈德的剩余股权。
第二年，布朗与波士顿凯尔特人老板厄夫·莱文就球队的特许经营权进行交易，此举使莱文得以将自己的特许经营权转移到他的家乡加利福尼亚州。布朗和莱文正式进行股权置换的两周前，他们之间的交易细节得到媒体的广泛报道。凯尔特人将弗里曼·威廉姆斯、凯文·库内特、科米特·华盛顿交给勇士队，而勇士队则将奈特·阿奇博尔德、比利·奈特和马尔文·巴恩斯交给凯尔特人。由于库内特和华盛顿一直被视为凯尔特人的关键队员，加之球队主席及前教练阿诺·奥尔巴赫公开表示这次股权置换未有征求他的意见，很多凯尔特人的球迷对布朗强烈不满。布朗后来又决定出售球队的三个首轮选秀权，而奥尔巴赫此前曾计划用这些选秀权来重建鮑伯·麥卡杜的球队，两人之间的关系进一步恶化，布朗再次在未咨询奥尔巴赫的情况下完成了交易，差点造成奥尔巴赫离开凯尔特人而转投纽约尼克斯。1979年，布朗将自己的股份卖给了球队的共同拥有者哈里·曼古里安。

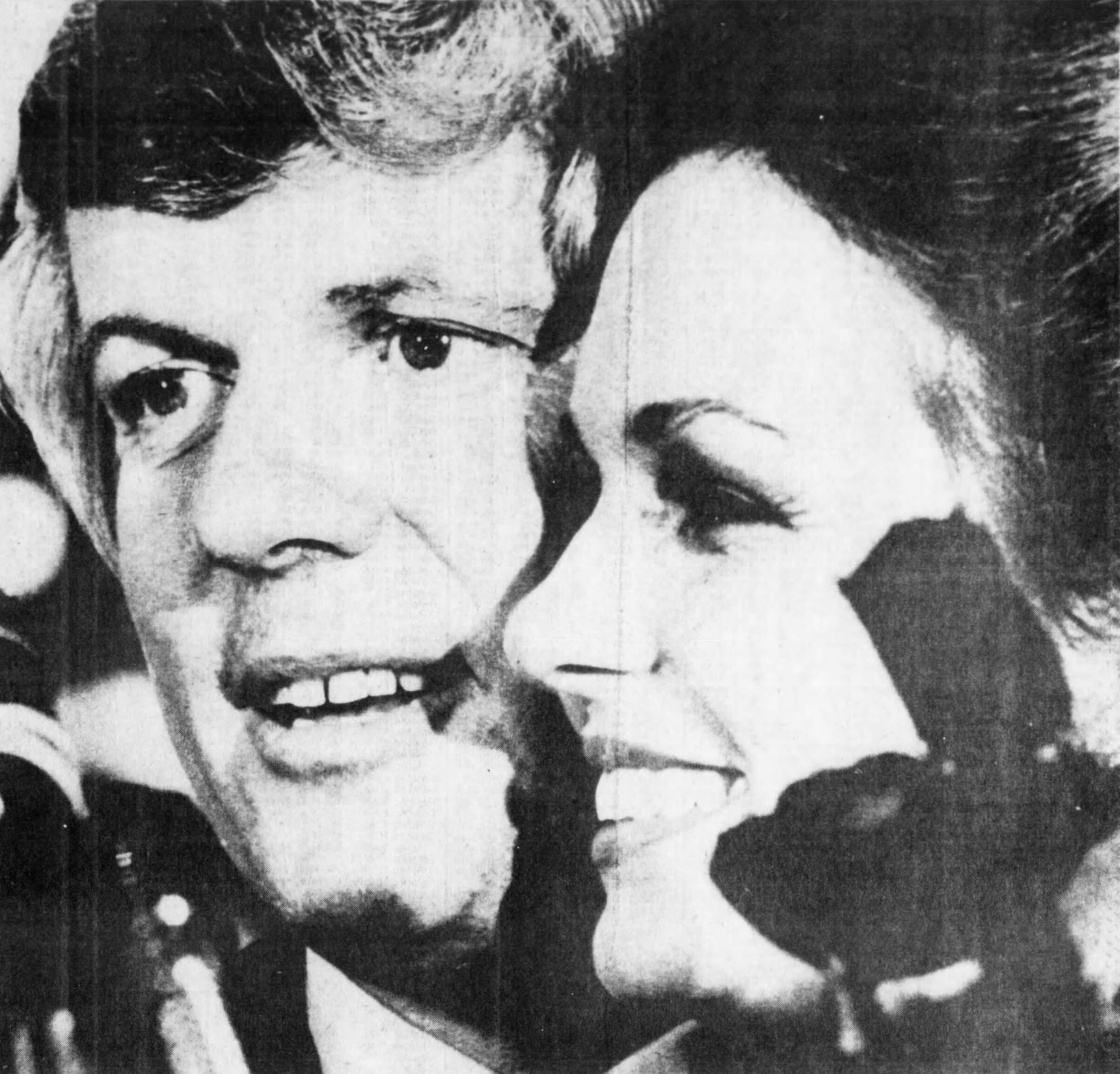
布朗和他的妻子菲利斯·布朗，约摄于1981年

布朗与第一任妻子于1977年离婚，1979年3月17日，布朗与曾被评选为美利坚小姐的CBS体育节目播音员菲利斯·乔治结婚，婚礼由牧师诺曼·文森特·皮尔主持。二人育有两个孩子，分别为林肯·泰勒·乔治·布朗和帕米拉·阿什利·布朗。

## 政治生涯
布朗对于参政的兴趣并不如父亲浓厚，仅在1979年之前参加过几次选举。在1960年的选举中，他被任命为约翰·肯尼迪在肯塔基州的总统竞选副主席。他亦是民主党全国委员会青年领袖委员会成员，1972年，布朗被任命为民主党名誉主席，不久后，他表示有意愿参与美国参议院选举，后在前州长路易·纳恩加入竞选后宣布退出。1972年到1974年间，布朗担任一档民主党宣传节目的主持人。1975年，布朗创立肯塔基州州长经济发展委员会，并于1975年到1977年间担任委员会主席。

### 1979年州长选举
1979年3月27日，布朗中断了与妻子菲利斯的蜜月旅行，宣布将以候选人身份参与肯塔基州州长选举。由于布朗一直以来并未展现出对参政的兴趣，以及他长期在其他地方从事商业活动和度过豪华生活，此举令不少政治观察人士感到震惊。由于参选较晚，布朗利用自己的个人财产发起了大规模的媒体宣传活动，承诺会用商业模式治理肯塔基州并像一名售货员一样为该州服务。
在任副州长塞尔玛·斯托瓦尔、特里·麦克布雷尔（由在任州长朱利安·卡罗尔选定）、国会议员卡罗尔·哈伯德、肯塔基州审计员乔治·阿德金斯和路易维尔市市长哈维·斯隆等其他民主党人士也参加了这次选举。选举初期，主要候选人斯托瓦尔因病未能参选。竞选辩论会上，麦克布雷尔批评布朗拒绝公开联邦纳税申请表，并宣称布朗从1975年开始一直未参加民主党初选投票，而根据公众投票记录，该说法得以证实。但最终布朗仍以25,000票赢得初选，与他得票数最接近的斯隆最初拒绝接受选举结果，但在两天后承认败选。大选于1979年举行，布朗以588,088票对381,278票击败共和党籍前州长路易·纳恩。

### 翻新州长官邸

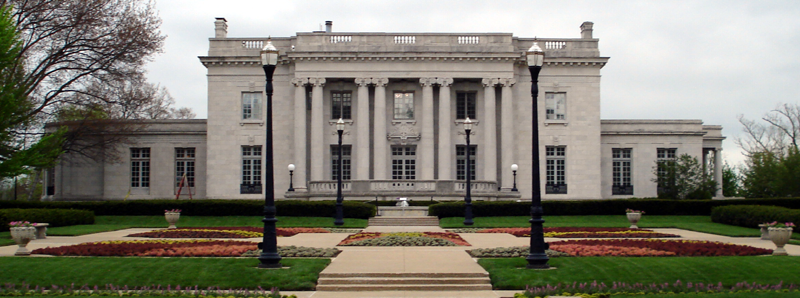
布朗任期内，肯塔基州州长官邸得以大规模翻新

布朗搬到州长官邸后不到一个月，便注意到官邸内的线路已开始老化，于是下令全面检查。建筑与施工部在初步报告中称：“如果这是一个私人办公场所，那么除了给运营商30到60天的时间来重新布线之外别无选择。”又表示该官邸几乎没有设置防火设施。布朗收到报告后，立即搬回了他在列克星敦的住所。修理期间，建筑与施工部禁止在官邸内进行夜间活动和群体会议。布朗的住所被临时用作办公场所，肯塔基州同意为布朗的杂货店配备家具，报销他的公务招待费用，以及在他搬回官邸前支付其住所产生的电话费。布朗还获得了一项差旅津贴。
1980年3月，州议会成立了一个委员会，探讨应该重新建造一个官邸还是翻新旧官邸。最终委员会决定翻新旧官邸，布朗的妻子菲利斯可针对这项决定自由提出意见。该州原本希望用联邦的收益分成来支付维修费用，但总统吉米·卡特在1980年5月下令停止拨款，州长夫人菲利斯·布朗发起了一个名为“拯救官邸”的组织，以募集私人捐赠为该工程筹款。由于本身较为富裕，布朗将自己第一年的薪资捐给该工程，并宣布放弃余下任期的薪资。翻新工作于1983年3月完成，布朗一家于4月搬回官邸。

### 州长任期

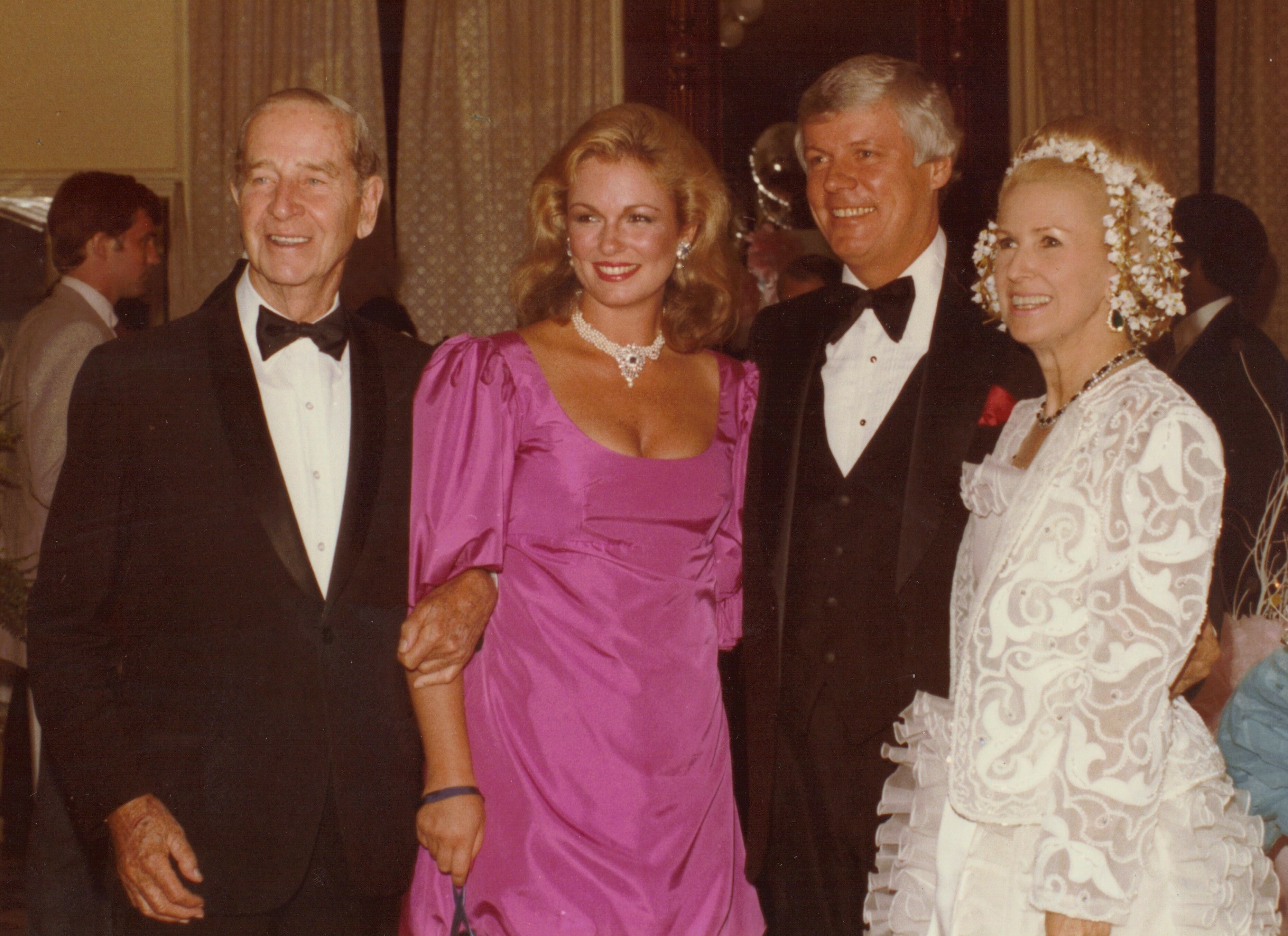
州长布朗、州长夫人菲利斯与科尼利厄斯·范德比尔特·惠特尼、玛丽娄·惠特尼

由于布朗并未过多依靠政治人物上位，所以他任命的官员中大多为商界人士。为了兑现之前会任命女性和非裔美国人的承诺，布朗将小威廉·麦卡纳尔蒂和杰奎琳·斯威加特纳入内阁，麦克纳尔蒂被任命为司法大臣，但在入职不到一个月后以想多陪伴家人为由辞职。布朗重新让麦卡纳尔蒂担任其先前的职位杰斐逊县地方法院法官，并任命同为非裔美国人的乔治·威尔逊为司法部大臣。1980年，布朗又将维奥拉·戴维斯·布朗任命为公共卫生护理办公室执行主任（Executive Director of the Office of Public Health Nursing），使其成为第一个参与州级护理事务的非裔美国护士。布朗最具争议性的任命是将弗兰克·梅茨任命为国务大臣。梅茨宣布合同将根据竞争性投标和绩效而不是政治赞助来授予，打破了肯塔基州的政治传统。虽然梅茨削减了部门人员，但在其任内，得到重新铺设的道路里程增加了一倍。
布朗政府历经严重的经济困难期，在其任期内，肯塔基州失业率从5.6%上升到11.7%，布朗则一直恪守自己不会增加税收的承诺。由于收入未达到预期，布朗将州预算减去了22%，并将从业人数从37,241人减少到30,783人，大部分人员流失源于调动和自然减员，而他出色的薪酬政策使得余下从业人员的平均收入增加了34%。他还将办公室工作人员从97人减到30人，并卖掉了8架政府飞机。
布朗引进了一批保险学专家来研究他的政策并让他们负责执行，此举最终为肯塔基州省下了200万美元。他还要求存放国家资金的银行进行竞争性投标，这一措施产生的额外利息为一般基金带来了5000万美元的额外收入。此外，布朗开始与日本进行交流，为日本与肯塔基州之间日后的经济关系奠定了基础。布朗的其他成就包括实施政府合同的竞争性招标和对卡车征收计重-距离税（weight-distance tax ）等。

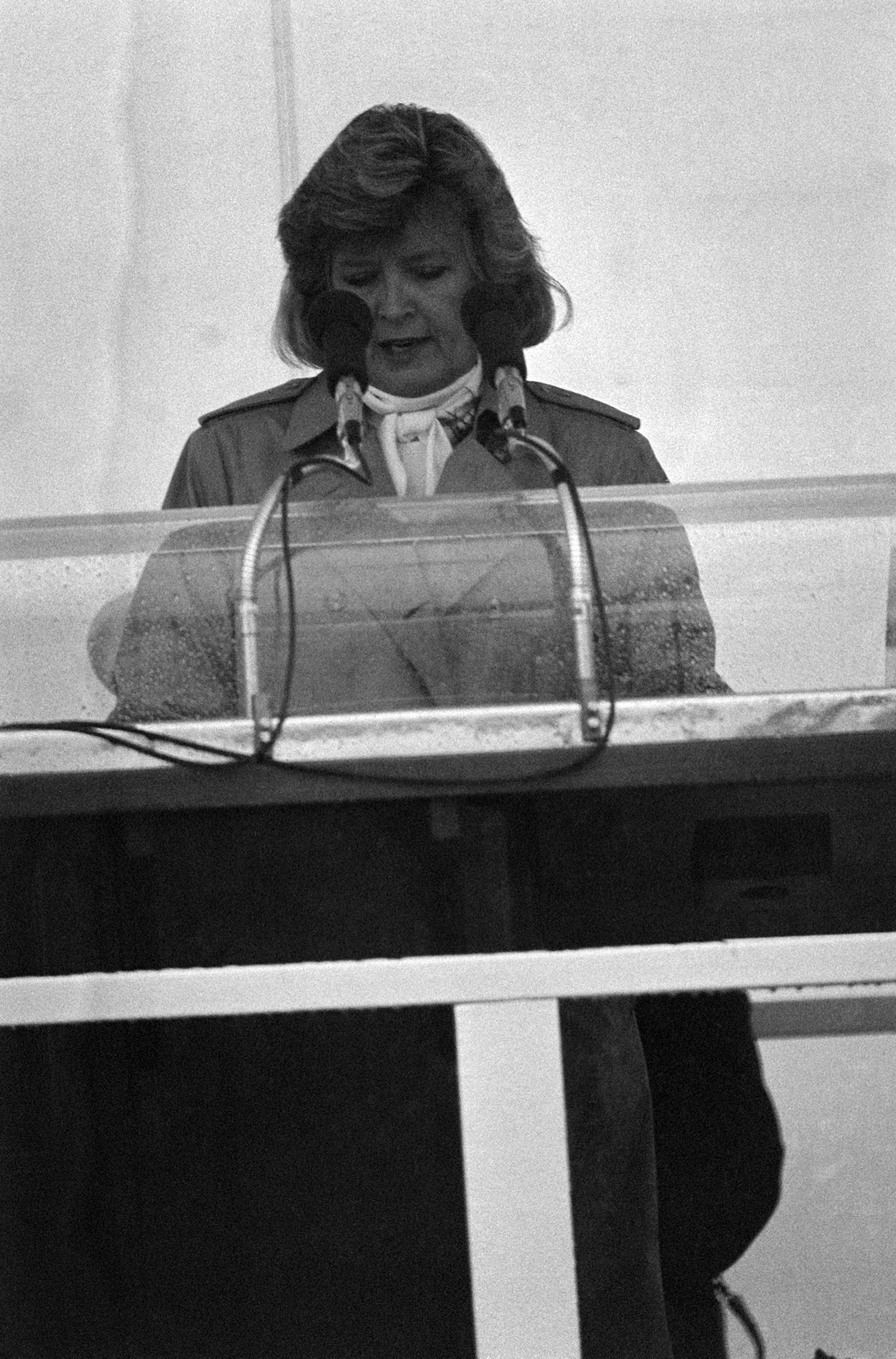
副州长玛莎·莱恩·柯林斯，在布朗任期内担任了超过500天的代理州长

布朗与先前的州长相比，较少干预立法事务，例如以前的州长大多会亲自挑选每个立法机构的领导人，布朗则从未如此。在他任内的一次立法会议期间，他甚至外出度假，结果他的很多提案都未被采纳，诸如实行多县制银行法案、征收单一税率所得税、推行教师专业协商以及制定宪法修正案允许州长连任等提议都被推翻。布朗很少在州内，使得副州长玛莎·莱恩·柯林斯担任了500多天的代理州长。肯塔基州历史学家洛厄尔·哈里森指出，布朗对立法会的放任式管理使得立法会首次得到了相当于州长的权力，这种趋势一直延续到其继任者的任期。
布朗在其任期内亦有担任阿巴拉契亚州地区委员会的共同主席和南方各州能源委员会主席。1981年5月，肯塔基大学授予布朗名誉法学博士学位，1982年5月，布朗获得年度最佳父亲奖（Father of the Year）。1983年9月，国家民主党将布朗评为年度民主党人，不久后又将他认定为民主党终身名誉财务主管。
1982年，布朗因高血压短暂住院，而在任期快结束时，他又接受了一次心脏搭桥手术。手术康复期间，布朗又染上了一种罕见的肺病，并因此住院数周，期间曾一度昏迷，脉搏也停止跳动了一段时间，其中一个肺脏部分萎缩。布朗的办公室试图掩盖其病情的严重性，招致媒体的大量批评。布朗痊愈后戒掉了香烟，并开始从事慢跑运动。
布朗的传记作者玛丽·邦斯蒂尔·塔肖在“肯塔基州州长”专栏上对布朗政府的评价中认为：“在他的任期内没有传出任何丑闻，他和他的同事没有受到任何腐败指控。”但事实上布朗和其亲密同事之前有曝出过个人丑闻。1981年，布朗因从迈阿密全美银行（All American Bank of Miami）取走130美元而受到调查，美国国税局要求全美银行上报转账细节，但银行未能做到。1983年，联邦调查局介入调查，布朗称他取走这些钱是为了偿还他在拉斯维加斯的赌债，但由于他当时并非联邦调查局的重点调查对象，他后来又否认了之前的陈述。
布朗的一些同事涉嫌参与一个基地位于列克星敦、名为“公司（ The Company）”的可卡因及枪支走私集团，其大学同学和同事詹姆斯·兰伯特更受到60余项毒品走私指控，另根据电话录音显示，有几个打给最终因毒品走私而被定罪的人的电话来自州长官邸。

### 后期政治生活
1984年3月15日，布朗在提交截止日期前几个小时，申请参选沃尔特·迪·哈德尔斯顿领导下的参议院席位，但在6周后的4月27日，布朗以自己受之前的疾病及手术留下的后遗症影响为由放弃竞选。
1987年，布朗再次参加州长竞选，包括副州长史蒂夫·贝希尔、前州长朱利安·卡罗尔、格雷迪·斯顿博（Grady Stumbo）和政治新人华莱士·威尔金森等在内的很多民主党人也参加了这次选举的初选，布朗参选较迟，初选于5月下旬开始，布朗直到2月下旬才提交竞选申请。布朗到达议会大厦提交申请时，与贝希尔在申请办公室外相遇，贝希尔邀请他展开即兴辩论，但被他拒绝。后来布朗在竞选中逐渐领先，贝希尔在其竞选广告中大肆宣扬布朗生活奢靡，其中一则广告引用了电视节目《富人与名人的生活方式》》（英语：Lifestyles of the Rich and Famous）的片段，另一则广告则在布朗与詹姆斯·兰伯特的关系上做文章，而一些其他广告宣称布朗将会提高税收，布朗则在自己的广告中驳斥贝希尔的说法。两人的争斗最终为威尔金森创造了机会，他倡导推行州彩票，在竞选后期获得大量支持，最终以58,000票击败了得票数最接近的布朗。

## 晚年生活
1987年州长竞选失败后，布朗重新开始经营餐饮业，在路易维尔州创办了一家烤鸡店，并协助妻子菲利斯创办了乔治鸡肉（Chicken By George）, 提供一系列专为超市销售和家用食谱设计的去骨去皮鸡胸肉产品。1988年，乔治鸡肉被荷美尔（创办人的名字中也带有“乔治”）收购为子公司，布朗则扩展了德州鲜切牛排等其他几家餐厅的业务，但均未能取得能与其早期经营的企业相媲美的成功。

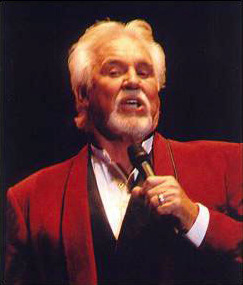
歌手肯尼·罗杰斯，与布朗共同创办了肯尼·罗杰斯烤鸡

1991年，布朗与歌手肯尼·罗杰斯合作，创办了国际连锁餐厅肯尼·罗杰斯烤鸡，并担任首席执行官。该餐厅以及一些其他餐厅的创办进一步推动了餐饮业向更健康、配送服务更周到的方向发展，而其本身则立即展开了与波士顿烤鸡（后来的波士顿市场）及其他一些小连锁店的竞争，其后肯德基也通过引进新产品加入了这场竞争，1992年12月，克拉克餐厅（Clucker's）起诉肯尼·罗杰斯烤鸡剽窃了他们的工艺和菜单，该案持续了将近两年，直到肯尼·罗杰斯烤鸡在1994年买下克拉克的绝对股份方才得以结束。随后，肯尼·罗杰斯烤鸡在布朗的带领下逐渐成长为一家拥有超过1000家分店的大连锁企业，1996年，布朗将自己的股份卖给了马来西亚跨国公司成功集团。
布朗和妻子菲利斯于1995年8月分居，1996年，菲利斯向肯塔基州法院提交离婚申请，但其后在与布朗进行和解谈判时撤销。1997年，菲利斯在佛罗里达州布劳沃德县（当时布朗的居住地）再次申请离婚，据报道是因为布朗减少了对她的经济支持。之后在案件程序应该在佛罗里达州还是肯塔基州进行的问题上发生了一场短暂的法律斗争，两人最后于1998年正式离婚。同年稍后，布朗和比他小27岁的吉尔·路易斯结婚，但两人于2003年出于未知原因离婚。后来被问及为何离婚时，布朗回答：“我很爱吉尔，但一些不可忽略的问题出现在了我们的婚姻里。我会永远爱她和她的孩子，但就现在来说离婚似乎是我们最好的选择。”
1997年，布朗接受州长保罗·帕顿邀请，与帕顿的妻子朱迪共同担任家庭暴力委员会（Council on Domestic Violence）主席，布朗表示自己一直对抑制家庭暴力有兴趣，而在发现姐姐贝蒂·麦肯也是家庭暴力受害者后，这种兴趣开始变得包含私心在内。2003年，帕顿将肯塔基9号公路重新命名为“约翰·杨·布朗AA高速路”（John Y. Brown Jr. AA Highway），“AA”意为该公路建成之初连接的是亚历山德里亚（Alexandria）和阿什兰（Ashland）。

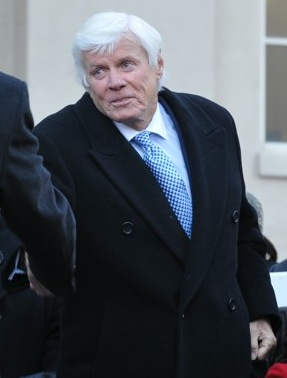
2011年的布朗

2006年底，布朗与女演员苏珊·索莫斯共同创办了一家名为“苏珊的厨房”（Suzanne's Kitchen）的自己动手膳食制备商店，他们先在列克星敦创立了一家旗舰店，之后又在新泽西州开办了一家分店。布朗起初打算将该商店发展成大型连锁业务，但在列克星敦分店开办五个月后，两家分店都陆续关闭。布朗称自己计划改变商店的整体设计以及引入一些更便捷的商品，并承诺将来会重开两家店铺，但未说明具体时间。投资人约翰·香农·布西隆起诉了布朗和索莫斯，称自己给他们投资了400,000美元却受到了欺骗。针对布朗的起诉在审判开始前被撤销，而针对索莫斯的起诉则在2011年被一名费耶特县法官以证据不足为由驳回。
2007年，布朗的老对头史蒂夫·贝希尔当选州长，邀请所有在世的民主党籍前州长到其就职典礼委员会任职，除布朗外，其他人都接受了邀请，对此布朗表示：“我一点也不尊重他，我不想成为他们的一部分，也没有兴趣变得政治正确。”随后他又提到当年的民主党初选，“他当年散步诸如我会增加税收之类的谣言，从那之后我就再也没有尊重过他。” 但在2011年贝希尔再次当选州长后，布朗还是与其他前州长一起担任了贝希尔的就职典礼委员会共同主席。
2008年，布朗被肯塔基大学法学院列入校友会名人堂，学院在一篇新闻稿中以布朗在肯德基的成功、在政治上的成就以及协助创办桑德斯—布朗老龄研究中心（以哈兰德·桑德斯和老约翰·布朗的名字命名）为其入选理由。布朗的大部分时间都在他列克星敦、肯塔基州和劳德代尔堡的家中度过。

## 逝世
布朗从2022年夏天开始即一直受到新型冠状病毒病困扰，最终于2022年11月22日在列克星敦的一家医院逝世，享年88岁。他的遗体被陈列在肯塔基州议会大厦供人瞻仰，从2022年11月29日开始，为期两天，葬礼则于11月30日在议会大厦举行，葬于莱克星顿公墓。

### 一般及引用文献
- Berman, Michelle. . Lexington Herald-Leader. 1988-08-23.
- Book, Esther Wachs. . Forbes. 1995-06-19, (13).
- . The New York Times. 1984-03-16  [2010-01-06].
- Brammer, Jack. . Lexington Herald-Leader. 1997-12-11.
- Brammer, Jack. . Lexington Herald-Leader. 2007-11-17.
- Carry, Peter. . Sports Illustrated. 1974-03-18  [2012-04-19]. （原始内容存档于2013-12-13）.
- . The Prescott Courier. 1979-04-07  [2010-03-25]. （原始内容存档于2013-01-24）.
- Clark, Thomas D.; Margaret A. Lane. . The University Press of Kentucky. 2002. ISBN 0-8131-2253-8.
- Darby, Edwin. . The Chicago Sun-Times. 1990-03-13.
- Demaret, Kent. . People. 1979-10-22, 12 (17)  [2010-03-25]. （原始内容存档于2013-06-22）.
- Denton, Sally.  The Bluegrass Conspiracy: An Inside Story of Power, Greed, Drugs, and Murder.  An Authors Guild Backprint.com Edition.  Avon, 1990; Lincoln, Nebraska: iUniverse, 2001.  ISBN 0-595-19666-7
- Dionne, E. J. . The New York Times. 1987-05-27  [2010-01-06]. （原始内容存档于2023-04-06）.
- Distel, Dave. . The Modesto Bee. 1978-07-20  [2010-01-13]. （原始内容存档于2013-01-24）.
- . Time. 1972-08-28  [2010-01-06]. （原始内容存档于2010-10-22）.
- Fleischman, Joan. . The Miami Herald. 1997-12-08.
- . Cincinnati Enquirer. 2003-03-01  [2010-01-06].[]
- Fortune, Beverly. . Lexington Herald-Leader. 2007-04-19.
- Golden, Daniel. . The Boston Globe. 1987-05-10.
- . U.S. Federal News Service. 2011-12-01.
- Harrison, Lowell H. . Kleber, John E.  (编). . Associate editors: Thomas D. Clark, Lowell H. Harrison, and James C. Klotter. Lexington, Kentucky: The University Press of Kentucky. 1992  [2010-01-06]. ISBN 0-8131-1772-0. （原始内容存档于2016-01-10）.
- Harrison, Lowell H.; James C. Klotter. . University Press of Kentucky. 1997  [2009-06-26]. ISBN 0-8131-2008-X. （原始内容存档于2023-07-14）.
- Hewlett, Jennifer. . Lexington Herald-Leader. 2007-08-25.
- Hutt, Katherine. . Knight-Ridder/Tribune Business News. 1998-12-24.
- . Time. 1983-07-04  [2010-01-06]. （原始内容存档于2012-11-04）.
- . The New York Times. 1978-11-30: D2.
- . Hall of Distinguished Alumni. University of Kentucky Alumni Association.   [2010-01-06]. （原始内容存档于2011-07-16）.
- . National Governors Association.   [2012-04-03]. （原始内容存档于2012-03-31）.
- . Company Profiles for Students. Gale Publishing Group.   [2012-04-19]. （原始内容存档于2013-05-08）.
- Kirkpatrick, Curry; John Papanek. . Sports Illustrated. 1977-10-31  [2012-04-19]. （原始内容存档于2013-12-13）.
- . U.S. Federal News Service. 2008-10-03.
- Leightty, Paul. . The Kentucky Post. 2003-07-23.
- May, Peter. . The Boston Globe. 2000-05-24.
- . Kentucky New Era. 1979-05-17  [2010-01-06].
- Peterson, Bill. . The Washington Post. 1987-05-15.
- Pluto, Terry. . Simon and Schuster. 1990. ISBN 0-671-67390-4.
- Reid, Ron. . Sports Illustrated. 1978-07-17  [2012-04-19].
- Rugeley, Cindy. . Lexington Herald-Leader. 1987-05-05.
- Rugeley, Cindy. . Lexington Herald-Leader. 1987-05-06.
- Schwartz, Maralee. . The Washington Post. 1987-02-22.
- Seline, Rex. . The Miami Herald. 1994-08-18.
- Stouffer, Rick. . The Buffalo News. 1994-01-23.
- Tachau, Mary K. Bonsteel; Bruce L. McClure. . Lowell Hayes Harrison  (编). . Lexington, Kentucky: The University Press of Kentucky. 2004. ISBN 0-8131-2326-7.
- Urch, Kakie. . The Cincinnati Enquirer. 2002-09-29  [2010-08-24].
- . AP Worldstream. 2011-01-26.
- Usiak, Dick. . Schenectady Gazette. 1977-03-06  [2010-01-13]. （原始内容存档于2022-10-26）.
- Weston, Loy. . Hawaii Reporter. 2004-07-23  [2010-01-06]. （原始内容存档于2007-08-10）.
- Williams, Tom. . The Kentucky Post. 1992-09-05.

## 延伸阅读
- Brenner, Marie. . New York Magazine. 1981-11-16  [2010-01-06]. （原始内容存档于2024-01-27）.
- Rawls Jr., Wendell. . The New York Times. 1983-10-02  [2010-01-06]. （原始内容存档于2020-07-23）.
- West, Gary. . Acclaim Press. 2011. ISBN 978-1-935001-82-9.
- C-SPAN內的頁面（英文）